# جيمس كولينز (كرة سلة)
جيمس كولينز (بالإنجليزية: James Collins)‏ مواليد 5 نوفمبر 1973 في جاكسونفيل، هو لاعب كرة سلة أمريكي سابق. بدأ مسيرته الاحترافية في سنة 1997. تم اختياره من قبل فريق فيلادلفيا سفنتي سيكسرز خلال الدرافت. يبلغ طوله 6 قدم 4 بوصة (1.9 م). اعتزل اللعب في 2007.

## المسيرة الاحترافية
لعب مع لوس أنجلوس كليبرز في موسم 1997–1998، ثم لعب مع ستراسبورغ أي جي في الدوري الفرنسي في سنة 1999، ثم لعب مع جوفينتوت بادالونا في الدوري الإسباني في سنة 2000، ثم لعب مع إس إس فليتشي سكاندون في الدوري الإيطالي في موسم 2002–2003، ثم لعب مع سكافاتي باسكت في موسم 2003–2004.

## روابط خارجية
- جيمس كولينز على موقع إن بي أي (الإنجليزية)
- جيمس كولينز على موقع سبورتس رفرنس (الإنجليزية)
- جيمس كولينز على موقع الدوري الإسباني لكرة السلة (الإسبانية)
- جيمس كولينز على موقع كرة السلة الأوروبية.كوم (الإنجليزية)
- جيمس كولينز على موقع كلية كرة السلة في سبورتس رفرنس.كوم (الإنجليزية)
- جيمس كولينز على موقع ريلجم (الإنجليزية)
- جيمس كولينز على موقع بروبوليرز (الإنجليزية)
- جيمس كولينز على موقع سبورتس رفرنس (الإنجليزية)